# والی فانک
مری والاس فانک (زاده ۱ فوریه ۱۹۳۹) یک هوانورد آمریکایی، فضانورد تجاری، و سفیر حسن نیت است. او اولین زن محقق ایمنی هوا برای هیئت ملی ایمنی ترابری، اولین مربی پرواز زن غیرنظامی در فورت سیل، اوکلاهاما، و اولین زن بازرس اداره هوانوردی فدرال، و همچنین یکی از اعضای  مرکوری ۱۳ بود.
فانک در ۲۰ ژوئیه ۲۰۲۱ در سن ۸۲ سالگی با فضاپیمای نیو شپرد شرکت بلو ارجین در حین پرواز زیر مداری خود مسن‌ترین فردی شد که به فضا رفت و رکوردی را که جان گلن به مدت ۲۳ سال در اختیار داشت شکست. رکورد او تا اواخر همان سال که پرواز ویلیام شاتنر در ۱۳ اکتبر انجام شد باقی ماند. شاتنر در آن زمان ۹۰ ساله بود. فانک همچنان رکورد دار مسن‌ترین زنی است که به فضا سفر کرده‌است.
فانک به همراه جین نورا جسن یکی از دو عضو آخر بازمانده از گروه مرکوری ۱۳است. او همچنین تنها کسی از گروه سیزده نفری مرکوری است که به فضا سفر کرده‌است.

## اوایل زندگی
فانک در سال ۱۹۳۹ در لاس وگاس، نیومکزیکو متولد و در تائوس، نیومکزیکو بزرگ شد. پدر و مادرش صاحب یک فروشگاه خرده فروشی بودند. خانواده مجموعه‌ای از آثار هنری هنرمندان مستعمره هنری تائوس داشتند، زیرا هنرمندان برای پرداخت بدهی خود در فروشگاه، آثار هنری را مبادله می‌کردند.
فانک در کودکی به هواپیما علاقمند شد. وقتی او یک ساله بود، والدینش او را به فرودگاهی در نزدیکی محل زندگی خود در نیومکزیکو بردند و او نزدیک یک هواپیمای مسافربری داگلاس دی‌سی-۳، شد. او می‌گوید: «من به سمت چرخ رفتم و سعی می‌کردم مهره را بچرخانم.» مادر گفت: '" او به مکانیک علاقه‌مند است و هواپیماها و کشتی‌های مدل خواهد ساخت. در هفت سالگی، او در ساخت هواپیما از چوب بالسا مهارت داشت. در نه سالکی، او اولین درس پرواز خود را داشت.
فانک همچنین وقت خود را با دوچرخه یا اسب خود، اسکی، شکار و ماهیگیری می‌گذراند. او در ۱۴ سالگی به یک تیرانداز متخصص تبدیل شد و جایزه تفنگدار برجسته را دریافت کرد. انجمن ملی سلاح نتایج تیراندازی باورنکردنی او را برای رئیس‌جمهور، دوایت آیزنهاور ارسال کرد و او نیز به فانک نامه‌ای نوشت. در همان زمان او به عنوان اسکی باز زن برتر، اسلالوم و سراشیبی در مسابقات ایالات متحده شرکت کرد.

## آموزش و پرورش و آموزشگاه پرواز
فانک به عنوان یک دانش آموز دبیرستانی می‌خواست دروسی مانند نقشه‌کشی مکانیکی و مکانیک خودرو را بگذراند، اما چون دختر بود، فقط اجازه داشت دروسی مانند اقتصاد خانه را بگذراند. فانک که ناامید شده بود، دبیرستان را در سن ۱۶ سالگی ترک کرد و وارد کالج استفنز در کلمبیا، میسوری شد. فانک به عضویت گروه پروازی درآمد و رتبه اول را در کلاس ۲۴ نفری کسب کرد. او در سال ۱۹۵۸ با گواهینامه خلبانی و مدرک کاردانی هنر فارغ‌التحصیل شد.
فانک در دانشگاه ایالتی اوکلاهاما مدرک لیسانس علوم گرفت. در این دانشگاه، فانک تعداد زیادی گواهینامه هوانوردی از تک موتوره، چند موتوره، مربی پرواز و همه رتبه‌بندی‌های مربی زمینی را به دست آورد. فانک به عنوان افسر پرواز آگیس انتخاب شد و برای آنها در مسابقات بین‌المللی دانشگاهی هوایی پرواز کرد. او دو سال متوالی جایزه «خلبان زن برجسته»، «خلبان برتر پرواز آگی» و «جایزه یادبود آلفرد آلدر» را دریافت کرد.

## حرفه هوانوردی
فانک در ۲۰ سالگی به یک هوانورد حرفه ای تبدیل شد. اولین کار او در فورت سیل، اوکلاهاما، مربی پرواز غیرنظامی افسران درجه‌دار و مأمور ارتش ایالات متحده بود. فانک اولین معلم زن پرواز در یک پایگاه نظامی ایالات متحده بود. در پاییز ۱۹۶۱، او شغلی را به عنوان مربی پرواز، مشاور و خلبان ارشد در یک شرکت هواپیمایی در هاثورن، کالیفرنیا پذیرفت.
فانک رتبه‌بندی حمل و نقل هوایی خود را در سال ۱۹۶۸ به دست آورد، پنجاه و هشتمین زن در ایالات متحده که این کار را انجام می‌داد. او برای سه شرکت هواپیمایی تجاری درخواست داد، اما مانند سایر خلبانان زن واجد شرایط، به دلیل جنسیت او را رد کردند.
در سال ۱۹۷۱، فانک رتبه بازرس پرواز را از اداره هوانوردی فدرال (FAA) به دست آورد و اولین زنی شد که دوره آکادمی بازرس عملیات هوانوردی عمومی اداره هوانوردی فدرال را که شامل گواهینامه خلبانی و مراحل آزمایش پرواز، رسیدگی به سوانح و تخلفات است، تکمیل کرد. او به مدت چهار سال با اداره هوانوردی فدرال به عنوان بازرس میدانی کار کرد، اولین زنی که این کار را انجام داد. در سال ۱۹۷۳ او به عنوان متخصص به (برنامه تجزیه و تحلیل ارزش سیستم) ارتقا یافت، اولین زنی که در ایالات متحده این سمت را داشت. در اواخر نوامبر ۱۹۷۳، والی مجدداً وارد آکادمی اداره هوانوردی فدرال شد تا دوره‌هایی را که شامل تاکسی‌های هوایی، چارتر و کسب‌وکارهای اجاره هوانوردی بود بگذراند.
در سال ۱۹۷۴، فانک توسط هیئت ملی ایمنی ترابری (NTSB) به عنوان اولین زن محقق ایمنی هوا استخدام شد. فانک ۴۵۰ تصادف را بررسی کرد او کشف کرد که افرادی که در سقوط هواپیماهای کوچک جان خود را از دست می‌دهند، اغلب جواهرات، کفش‌ها و لباس‌هایشان در اثر برخورد از بین می‌رود.
فانک پس از ۱۱ سال خدمت در سال ۱۹۸۵ از سمت خود به عنوان بازرس ایمنی هوایی بازنشسته شد. فانک سپس به عنوان مشاور ایمنی منصوب شد و به یک مربی خلبان مشهور و سخنران ایمنی هوانوردی تبدیل شد. در سال ۱۹۸۶، او سخنران کلیدی ایالات متحده در کنگره جهانی آموزش و ایمنی هوانوردی بود. در سال ۱۹۸۷، فانک به عنوان خلبان ارشد در کالج هوانوردی امری، گریلی، کلرادو منصوب شد و بر کل برنامه‌های پروازی ۱۰۰ دانشجو از مربی پرواز خصوصی تا هواگرد چند موتوره و رتبه‌بندی هلیکوپتر نظارت داشت.
فانک خلبان ارشد پنج مدرسه هوانوردی در سراسر آمریکا بوده‌است. تا به امروز، به عنوان یک مربی حرفه‌ای پرواز، او بیش از ۷۰۰ دانشجوی خلبانی را به صورت انفرادی آموزش داده‌است و ۳۰۰۰ خلبان خصوصی تربیت کرده‌است.

## حرفه فضایی

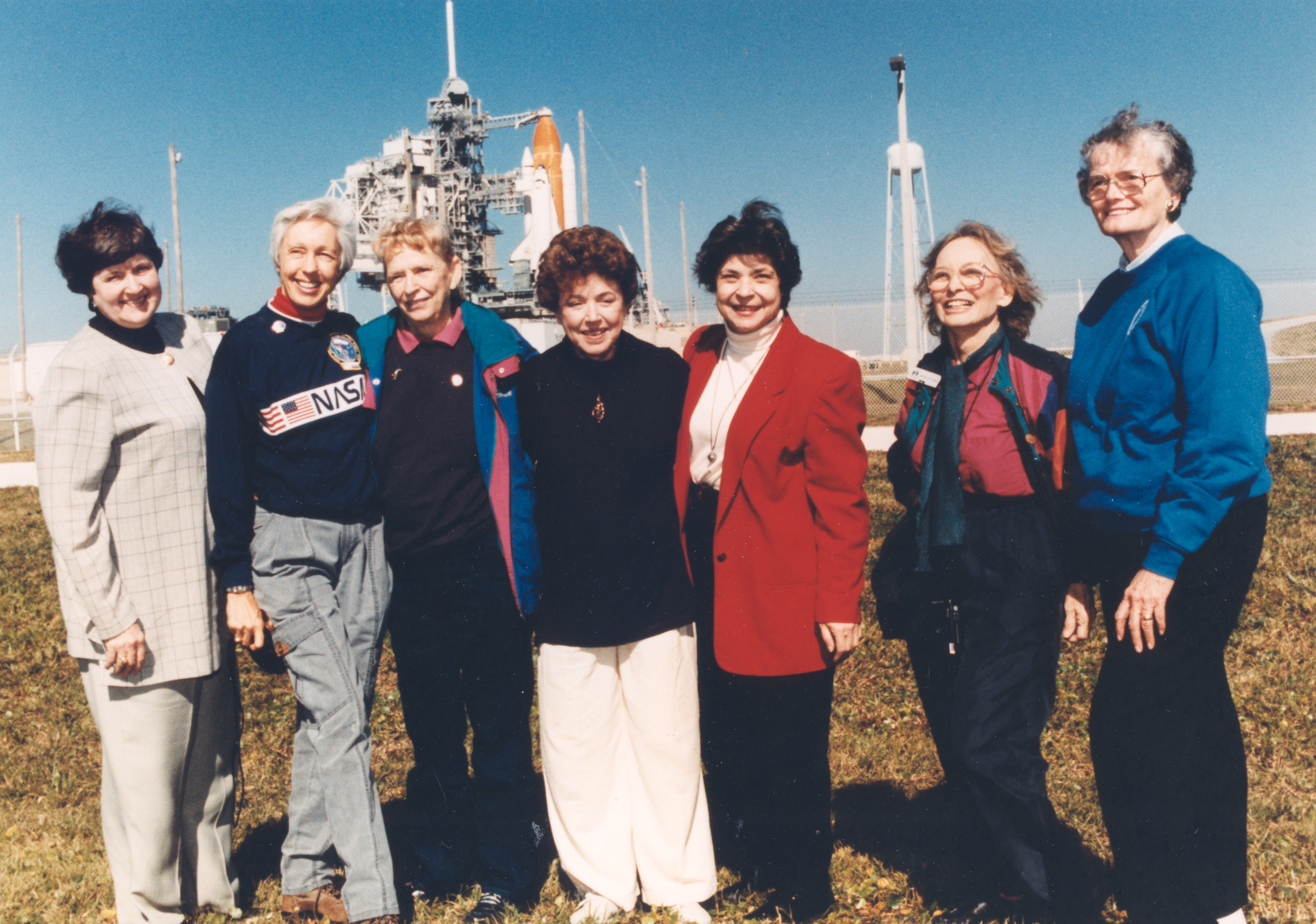
مری والاس فانک در جمع خانواده اش

در فوریه ۱۹۶۱، فانک برای برنامه «زنان در فضا» داوطلب شد. این برنامه توسط ویلیام راندولف لاولیس اجرا شد، اگرچه فاقد حمایت رسمی دولتی بود. فانک با لاولیس تماس گرفت و تجربیات و دستاوردهای خود را شرح داد. فانک علیرغم اینکه جوان‌تر از محدوده سنی ۲۵ تا ۴۰ سال بود، برای شرکت در این مسابقه دعوت شد. بیست و پنج زن دعوت شدند، نوزده نفر ثبت نام کردند، و سیزده نفر فارغ‌التحصیل شدند، از جمله فانک، که در سن ۲۱ سالگی جوانترین آنها بود. در برخی از تست‌ها، او بهتر از جان گلن امتیاز گرفت. رسانه‌ها به این گروه لقب " مرکوری ۱۳ " دادند که اشاره ای به مرکوری ۷ است.
مانند سایر شرکت کنندگان در برنامه، فانک نیز تحت آزمایش‌های فیزیکی و ذهنی سخت قرار گرفت. در یک آزمایش، داوطلبان در مخازن محرومیت حسی قرار گرفتند. فانک بدون هالوسه به مدت ۱۰ ساعت و ۳۵ دقیقه در تانک بود که یک رکورد بود. او آزمایشات خود را با موفقیت پشت سر گذاشت و واجد شرایط رفتن به فضا شد. امتیاز او سومین امتیاز برتر در برنامه مرکوری ۱۳ بود. با وجود این، این برنامه قبل از اینکه زنان آخرین آزمایش خود را انجام دهند، لغو شد.
پس از لغو برنامه مرکوری ۱۳، فانک سفیر حسن نیت شد.

## پس از ناسا
فانک به رؤیای رفتن به فضا ادامه داد. هنگامی که ناسا سرانجام در اواخر دهه ۱۹۷۰ شروع به پذیرش زنان کرد، فانک سه بار درخواست داد. علیرغم مدارک چشمگیرش، او به دلیل نداشتن مدرک مهندسی یا سابقه خلبان آزمایشی رد شد.
در سال ۱۹۹۵ سرهنگ دوم آیلین کالینز اولین زنی بود که شاتل فضایی را به فضا هدایت کرد. تا زمانی که کالینز به یک خلبان تبدیل شد، فانک آنقدر پیر بود که واجد شرایط لازم برای تبدیل شدن به یک خلبان شاتل فضایی نبود. فانک و شش عضو دیگر مرکوری ۱۳ مهمان کالینز در پرتاب بودند و ناسا یک تور ویژه از مرکز فضایی کندی برای آنها ترتیب داد.
در سال ۲۰۱۲، مبلغی صرف کرد تا یکی از اولین افرادی باشد که از طریق ویرجین گلکتیک به فضا پرواز می‌کند. پول این پرواز از حق امتیاز کتاب و فیلم خود فانک و پول خانواده تأمین شد.
در ژوئیه ۲۰۲۰، فانک خاطرات خود را با عنوان «بیشتر سریعتر طولانی‌تر - زندگی من در هوانوردی و جستجوی من برای پرواز فضایی» با نویسنده لورتا هال منتشر کرد.

## پرواز فضایی زیر مداری ۲۰۲۱
در ۱ ژوئیه ۲۰۲۱، بلو ارجین اعلام کرد که فانک در اولین پرواز نیو شپرد با مسافران پرواز خواهد کرد، یکی از چهار نفر در این پرواز، از جمله جف بیزوس، برادرش مارک، و الیور دیمن ۱۸ ساله از هلند که جوانترین فرد در فضا در طول پرواز ۲۰ ژوئیه ۲۰۲۱ بود. در طول پرواز موفقیت‌آمیز فانک، در سن ۸۲ سالگی، او مسن‌ترین فردی شد که به فضا پرواز کرد و از رکورد جان گلن در سن ۷۷ سالگی در سال ۱۹۹۸ (در عرشه اس‌تی‌اس-۹۵) فراتر رفت. رکورد او بعداً در همان سال توسط ویلیام شاتنر، شکسته شد.

## زندگی شخصی
فانک در حال حاضر در گریپواین، تگزاس زندگی می‌کند. او از ورزش و بازسازی اتومبیل‌های عتیقه لذت می‌برد، با مجموعه ای که شامل یک رولزرویس سیلور رایت ۱۹۵۱ است.
او بیش از ۱۸۶۰۰ ساعت پرواز در کارنامه دارد و تا تاریخ ژوئن ۲۰۱۹ هنوز هر شنبه به عنوان مربی پرواز می‌کرد.